# Hapalopus butantan
Hapalopus butantan is een spin die behoort tot de familie vogelspinnen. De soort is endemisch in Brazilië.